# Managed Futures
Termín managed futures se vztahuje k průmyslu vytvořenému v 80. letech dvacátého století profesionálními peněžními manažery, kteří jsou známí jako commodity trading advisors (CTA). CTA jsou povinni se registrovat u vládní organizace USA nazývané "Commodity Futures Trading Commission" (CFTC) ještě před tím, než mohou nabídnout veřejnosti své služby jako money manažeři. CTA musejí také projít důkladným ověřením u FBI a poskytnout tzv. Disclosure dokument (+ nezávislý audit účetní závěrky každý rok), které jsou přezkoumány podle National Futures Association (NFA), což je samoregulační dohlížející organizace. 
CTA spravují majetek svých klientů hlavně pomocí proprietárního obchodního systému nebo diskrečních metod, které mohou zahrnovat dlouhé nebo krátké pozice s futures kontrakty, jako jsou kovy (zlato, stříbro), obilí (sója, kukuřice, pšenice), akciové indexy (S&P futures, Dow futures, NASDAQ 100 futures), tzv. soft komodity (bavlna, kakao, káva, cukr), jakož i měny a americké vládní dluhopisové futures. V posledních několika letech se peníze investované do managed futures více než zdvojnásobily a odhaduje se růst i v příštích letech. V odvětví managed futures jsou v současnosti (údaje ze zimy 2014) spravována aktiva investorů v hodnotě přesahující 325 miliard amerických dolarů. 

## Potenciální zisk
Jedním z hlavních argumentů pro diverzifikaci do managed futures je jejich potenciál ke snížení rizika portfolia. Toto tvrzení je podporováno mnoha vědeckými studiemi jako efekt kombinací tradičních tříd aktiv s alternativními investicemi, jako jsou managed futures. Dr. John Lintner z Harvardovy univerzity je pro svůj výzkum v této oblasti zřejmě nejvíce citován. 
Managed futures je chápáno jak alternativní investiční třída vykazující srovnatelné výnosy v dekádě před rokem 2005. Například mezi lety 1993 až 2002 mělo managed futures celkový průměrný roční výnos 6,9%, zatímco u amerických akcií byl výnos 9,3% a u amerických státních dluhopisů 9,5%. Pokud jde o rizikově očištěné výnosy, managed futures mělo nejmenší drawdown z těchto tří skupin mezi lednem 1980 a květnem 2003. Během tohoto období mělo managed futures maximální drawdown -15,7%, zatímco index Nasdaq Composite dosáhl -75% a S&P 500 -44,7%.
Dalším důvodem, proč zahrnout managed futures do diverzifikovaného portfolia, je snížení rizika díky negativní korelaci mezi třídami aktiv. Managed futures programy, jako třída aktiv, do značné míry negativně korelují s akciemi a dluhopisy. Například během období inflačních tlaků investování do managed futures programů, které sledují trhy s kovy (jako zlato a stříbro) nebo futures v cizí měně, mohou poskytnout podstatné zajištění proti ztrátě, která může být u akcií a dluhopisů. Jinými slovy, pokud akcie a dluhopisy mají horší výsledky kvůli rostoucím obavám z inflace, některé managed futures programy mohou v těchto podmínkách vykazovat dobré výsledky. Proto kombinování managed futures s těmito dalšími třídami aktiv mohou optimalizovat alokaci investičního kapitálu.

## Vyhodnocení CTA
Před investováním do jakékoliv třídy aktiv nebo s konkrétním peněžním manažerem byste měli vše důsledně zhodnotit. Většinu informací, které k tomu potřebujete, můžete nalézt u CTA v tzv. Disclosure dokumentu. Tento dokument vám musí být poskytnut na vyžádání, i když jen zvažuje investici s CTA. Disclosure dokument obsahuje důležité informace o obchodním plánu CTA a poplatcích (ty se mohou podstatně lišit mezi jednotlivými CTA, ale většinou jsou to 2% za správu a 20% odměna ze zhodnocení).

### Obchodní program
Nejprve se budete zajímat o typ obchodního program, který CTA provozuje. Převážně se jedná o dva typy obchodních programů. Jedna skupina se dá popsat jako sledující trend, zatímco druhá skupina se skládá z obchodníků tržně neutrálních, včetně prodejců opcí. Obchodníci sledující trend používají proprietární technické nebo fundamentální obchodní systémy (či jejich kombinaci), které poskytují signály, kdy jít do dlouhé nebo krátké pozice na určitých trzích futures. Tržně neutrální obchodníci dosahují zisku díky rozdílům mezi různými komoditními trhy (nebo různými futures kontrakty na stejném trhu). Také do kategorie tržně neutrálních se řadí prodejci opcí, kteří používají delta-neutrální programy. Jejich cílem je profitovat z nesměrových obchodních strategií.

### Drawdowny
Bez ohledu na typ CTA, snad nejdůležitější informace hledaná v Disclosure dokumentu je maximální propad kapitálu. Ta představuje obchodníkův největší kumulativní pokles kapitálu nebo obchodního účtu. Tato nejhorší historická ztráta však neznamená, že bude stejná i v budoucnu. Poskytuje však představu pro posuzování rizik na základě minulé výkonnosti v průběhu určitého období a ukazuje, jak dlouho trvalo pro CTA dostat se zpět ze ztráty. Je zřejmé, že kratší doba potřebná k zotavení z propadu znamená lepší výkonnost. Bez ohledu na to, jak dlouho to trvalo, CTA si může účtovat výkonností poplatky pouze z nově vytvořeného čistého zisku (označuje se jako "high watermark portfolia").

### Anualizovaná návratnost
Další sledovaným faktorem je anualizovaná návratnost, která se vždy udává již po odečtení všech poplatků a nákladů na obchodování. Tato výkonnostní čísla jsou uváděny v Disclosure dokumentu, ale nemusí odrážet nejnovější měsíc obchodování. CTA musí aktualizovat své Disclosure dokumenty minimálně každých devět měsíců, a když výkonnost v Disclosure dokumentu není aktuální, můžete požádat o aktuální výkonnost, kterou by CTA měl dát k dispozici. 

### Rizikově očištěný výnos
Po určení typu obchodního programu (tj. následující trend nebo tržně neutrální), trhu, který CTA obchoduje a potenciálního zisku na základě minulé výkonnost (prostřednictvím ročního výnosu a maximální poklesu kapitálu), byste chtěli získat více informací o hodnocení rizik. Můžete použít některé jednoduché vzorce pro lepší srovnání mezi CTA. NFA však vyžaduje po CTA používání standardizovaných výkonnostních ukazatelů v jejich Disclosure dokumentech, které jsou používány většinou monitorovacích služeb, takže je snadné provést srovnání.
Nejdůležitějším měřítkem, které byste měli porovnávat, je rizikově očištěný výnos. Například CTA s anualizovanou návratností 30% by mohl vypadat lépe, než ten s 10%, ale takové srovnání může být zavádějící, pokud mají radikálně odlišný rozptyl ztrát. Program CTA s 30% anualizovaným výnosem může mít průměrný pokles kapitálu -30% ročně, zatímco program CTA s 10% výnosem může mít průměrný pokles kapitálu pouze -2%. To znamená, že riziko nutné pro získání příslušných zisků je zcela odlišné. 
Rozptyl neboli vzdálenost měsíční a roční výkonnosti od průměru nebo průměrné úrovně je typickým základem pro hodnocení výkonnosti CTA. Mnoho služeb monitorujících CTA poskytují tato čísla pro snadné srovnání. Poskytují také další údaje, jako Sharpeho a Calmar poměr. První se zaměřuje na anualizovanou návratnost (po odečtení výnosu bezrizikového aktiva) z hlediska roční standardní odchylky výnosů. Druhý se dívá na roční míry návratnosti z hlediska maximálního propadu kapitálu. Alfa koeficienty mohou být dále použity k porovnání výkonnosti ve vztahu k určitým standardním měřítkům, jako např. S&P 500. 

## Potřebné typy účtů pro investování s CTA
Na rozdíl od investorů do hedge fondu mají investoři s CTA tu výhodu, že otevírají své vlastní účty a mají možnost sledovat na denní bázi všechny obchody, ke kterým dochází. Typicky CTA pracuje s konkrétním brokerem (FCM) a nedostává provize z jeho poplatků. Je tedy důležité se ujistit, že CTA nedostává provize z komisí svého obchodního programu - to by mohlo představovat potenciální střet zájmů. Pokud jde o minimální velikost účtu, ta se výrazně mezi jednotlivými CTA liší: z nízké $25.000 až po velmi vysoké, např. $5.000.000 pro některé velmi úspěšné CTA. Obecně platí, že CTA většinou vyžadují minimálně $50.000 až $250.000.

## Sečteno podtrženo
Mít více informací není nikdy na škodu a díky tomu se můžete vyhnout investicím do CTA programů, které neodpovídají vašemu investičnímu cíli nebo vaší toleranci k riziku před tím, než budete investovat s jakýmkoliv peněžním manažerem. Managed futures může být skutečným prostředkem alternativní investice pro investory, kteří chtějí diverzifikovat svá portfolia a tím snížit riziko. Takže pokud hledáte možnost, jak zvýšit rizikově očištěný výnos, managed futures může být vaše nejlepší volba, kterou byste se měli vážně zabývat.

## Výhody investování do Managed Futures
- Přínos v podobě snížení celkové volatility investičního portfolia a následné zvýšení potenciálu ziskovosti tohoto portfolia
- Příležitost prosperovat v jakémkoliv ekonomickém prostředí
- Snížení rizikovosti díky různým obchodním strategiím jednotlivých manažerů a téměř nulové korelaci mezi nimi